# Montbrun-Bocage
Montbrun-Bocage è un comune francese di 468 abitanti situato nel dipartimento dell'Alta Garonna nella regione dell'Occitania.

## Società

### Evoluzione demografica
Abitanti censiti